# Hugues II de Chalon-Arlay
Pour les articles homonymes, voir Hugues II et Hugues de Chalon.
Hugues II de Chalon-Arlay, mort vers la fin de l'année 1388, est un seigneur d'Arlay et de Nozeroy, issu de la maison de Chalon-Arlay.

## Biographie

### Origines
La date de naissance d'Hugues n'est pas précisément connue. Les historiens donnent pour date de repère 1334. Il est le fils cadet du seigneur Jean II de Chalon-Arlay († 1362) et de Marguerite de Mello,, fille du seigneur de Château-Chinon et de Sainte-Hermine Dreux de Mello (cf. l'article Dreux), et d'Eléonore de Savoie, fille du comte Amédée V).

### Seigneur d'Arlay
A la mort de son père († 1362), il devient le chef de la famille de Chalon, seigneurs d'Arlay, héritant « de toutes les terres, villes et forteresses du meix de Chalon, appelé le meix d'Arlay » (cette dernière expression n'est présente que chez Rousset).
Il épouse, par dispense du 2 juillet 1363, Blanche, Dame de Frontenay, fille d'Amédée III de Genève et de Mathilde d'Auvergne, dite « Mahaut d'Auvergne » ou « de Boulogne »,. Blanche est la sœur de Marie de Genève, seconde épouse de son père.
En 1364, il obtient de l'empereur Charles IV, les droits de l'empire sur Besançon.
Il est l'un des premiers faits chevaliers de l'ordre du Collier, en janvier 1364, par le comte de Savoie, Amédée VI,.
En 1384, ses bonnes relations avec le duc de Bourgogne et le roi de France lui permettent d'être présent lors de la signature de la trêve de Leulinghem.
Le 22 juin 1388, il rend hommage pour tous ses fiefs auprès duc et comte de Bourgogne.
Il participe, fin août 1388, avec ses neveux, Jean III et Henri, à l'expédition du roi de France, soutenu par le duc de Bourgogne, contre le duc de Gueldre. Rousset (1854) indiquait qu'« il éprouva de telles fatigues pendant son retour, qu’il tomba malade à Paris. »

### Mort et succession
Hugues de Chalon meurt vers la fin de l'année 1388,. L'ouvrage Description de la Franche-Comté (1552) mentionnait pour date de sa mort le 30 novembre 1388. Il s'agit de la date de son testament, enregistré à Paris,.
Selon ce testament, il « fonda plusieurs chapellenies, ordonna la célébration de quinze mille messes, rappela dans ses dons le nom de toutes ses sœurs, de tous les officiers attachés à sa cour ».
Sans héritier, il institue son neveu Jean III de Chalon-Arlay, fils de son frère Louis Ier († 1366), qui lui succède au titre de seigneur d'Arlay,.
Son épouse, Blanche, hérite de la seigneurie de Jougne. Cette dernière revendique en 1400 le titre de comtesse de Genève jusqu'à sa mort en 1416.

## Sceau et armes

Armes des Chalon.

Armes des Chalon-Arlay.

L'héraldiste Jéquier (1985) indique que « la branche cadette des seigneurs d'Arlay brisait d'une étoile (ou molette) d'azur en chef de la bande » (Armorial neuchâtelois).
Les archives conservent un signet (1363/1378) sur lequel on trouve l'écu des Chalon-Arlay. 
Toutefois, on constate que sur d'autres sceaux, entre 1364 et 1385, figure l'écu des Chalon, c'est-à-dire sans la brisure.